# Emil Schuler
Emil Schuler, född 10 oktober 1902 i Emershofen, död 8 augusti 1983 i Aschau, var en tysk överste tillika regementschef samt mottagare av riddarkorset av järnkorset under andra världskriget. Schuler tjänstgjorde i Freikorps Epp under mellankrigstiden.

## Utmärkelser
- Riddarkorset - 9 december 1944
- Tyska korset i guld - 3 november 1941
- Ärespännet - 27 oktober 1943
- Järnkorset av första klassen - 17 july 1941
- Järnkorset av andra klassen - 19 september 1939
- Infanteristridsmärket
- Attackmärket
- Såradmärket i svart - 12 augusti 1943
- Lapplandsskölden

## Befäl
- 218 Gebirgs-Jäger-Regiment